# Doddakadanur, Holenarsipur
Doddakadanur là một làng thuộc tehsil Hole Narsipur, huyện Hassan, bang Karnataka, Ấn Độ.